# Тецухико Асаи
Тецухико Асаи (Tetsuhiko Asai, 1935) е японски каратист.

## Биография
Роден е в Ехиме, префектура Шикоку. От ранна възраст започва занимания с джудо, кендо и изкуството на копието под влияние на баща си – полицай. На 12-годишна възраст се запознава с карате, виждайки битка между двама трениращи карате и му правят изключително впечатление ударите с крак. След време наблюдава тренировка на друг каратист и преценява, че макар самият той да е атлет, другият го превъзхожда. Негов приятел случайно познава човека – възпитаник на отбора по карате на университета Takushoku. Асай решава на всяка цена да влезе там и няколко месеца упорито се подготвя. Преминал изпита и вече като студент в Токио започва сериозни занимания с карате. Тренировките са тежки – в началото в групата има 150 души, но само за месец броят им намалява наполовина. Изключително амбициран, тренирайки до пълно изтощение, той си спечелва репутация на човек, който „не тренира само докато спи“. Накрая му е позволено да спи в карате пансиона – чест, оказвана на малцина. Когато завършва образованието си през 1958, Масатоши Накаяма му предлага да продължи с карате и е приет в специалния инструкторски курс на Японската Карате Асоциация – ЯКА (ЈКА).
В своята състезателна кариера Асаи достига много успехи, най-големият от които е спечелването на петия общо японски карате шампионат (1961 г.), където става Гранд шампион – 1 място индивидуално и в двете дисциплини ката и кумите (побеждава фаворитите Mikami и Shirai и повтаря успеха на Хироказу Каназава).
Като инструктор на ЯКА е изпратен в Тайван. Населен предимно от китайци, островът не е гостоприемен за японското бойно изкуство. Още с пристигането си получава много предизвикателства за двубои, което го поставя пред труден политически проблем – ако побеждава безапелационно, би могъл да предизвика отрицателно отношение към карате, а ако губи, би могъл да остави погрешно впечатление относно достойнствата на карате. Така 26-годишният Асай решава при битките да не наранява лошо противника си, нито да причинява трайни увреждания.
По-късно Асаи пътува и преподава в Китай, Хонг Конг, САЩ, Европа и Хавай. В продължение на 5 години оглавява Хавайската карате асоциация. В тези страни се запознава с други системи на бой, от които заимства елементи и ги вгражда в своя специфичен стил на работа. Вярвайки, че с времето човек отслабва и това е естествено за старостта, той изменя техниката си, така че в основата ѝ на първо място стоят ставите и сухожилията, а на последно – мускулното усилие. Известен е с умението си да прави удари с крак от много близка дистанция, както и с техниките със скок. Специализира и в изкуството за манипулиране на виталните точки (използвани в акупунктурата).
При завръщането си в Япония става технически директор на ЯКА. След смъртта на Масатоши Накаяма през 1985 г., Асай и още няколко старши инструктори от ЯКА се противопоставят на избирането на Nakahara като председател и така слагат началото на алтернативна организация. Водят се съдебни битки в продължение на много години коя от двете да използва името ЯКА, и след загубата през 2000 г. групата на Асай приема името Japan Karate Shotokai (JKS). Паралелно на това Асай Сенсей оглавява и International Japan Karate Association (IJKA), която е международно активна, а неин шеф-инструктор за Европа е Шихан Садашиге Като. Асай разработва и метод на карате, предназначен специално за хора в инвалидни колички, вярвайки че карате не е само за физически здравите. Въпреки че има над 50-годишна практика, Асай продължава да се стреми да бъде перфектен в карате и всеки ден, от 5.30 сутринта, тренира в продължение на 2 часа и половина.
Умира на 15 август 2006 г.
Една година след смъртта на Асай Сенсей за световен шеф инструктор на IJKA е избран Сенсей Садашиге Като. Начело на JKS застава Сенсей Масао Кагава. Гениалният Асай Сенсей оставя след себе си огромно наследство от знания, което учениците му да съхраняват и развиват за поколенията.